# Oreophasis derbianus
O mutum-cornudo, guano-cornudo ou jacu-chifrudo (Oreophasis derbianus) é uma espécie de ave da família dos cracídeos encontrado no México e Guatemala.